# Edda Award para Melhor Diretor
Melhor Diretor é uma das principais categorias do Edda Awards. O prêmio é dado anualmente desde 1999.

## Vencedores
- 1999 - Guðný Halldórsdóttir, por Ungfrúin góða og húsið
- 2000 - Friðrik Þór Friðriksson, por Englar alheimsins
- 2001 - Ágúst Guðmundsson, por Mávahlátur
- 2002 - Baltasar Kormákur, por Hafið
- 2003 - Dagur Kári Pétursson, por Nói albínói
- 2004 - Hilmar Oddsson, por Kaldaljós
- 2005 - Dagur Kári Pétursson, por Voksne mennesker
- 2006 - Baltasar Kormákur, por Mýrin